# 下濱站
下濱站（日语：／ Shimohama eki */?）是位於日本秋田縣秋田市下濱，屬於東日本旅客鐵道（JR東日本）的羽越本線車站。

## 歷史
- 1920年（大正9年）2月22日：鐵道院（後來為日本國有鐵道）羽越北線秋田站至道川站之間開通，此站啟用。當時車站位於由利郡（日语：由利郡）下濱村（日语：下浜村）。
- 1924年（大正13年）4月20日：羽後岩谷站至秋田站之間編入至羽越線。
- 1925年（大正14年）11月20日：隨著支線與赤谷線啟用，羽越線改名為羽越本線。
- 1972年（昭和47年）10月2日：成為簡易委託車站[1]。
- 1987年（昭和62年）4月1日：伴隨國鐵分割民營化，車站由東日本旅客鐵道（JR東日本）營運。
- 1990年（平成2年）3月：跨線橋向車站東邊延長，並新設東出口[2]。
- 1998年（平成10年）：成為無人車站
- 1999年（平成11年）3月13日：新車站大樓落成。

## 車站構造
車站是一座地面車站，設有1面1線的單式月台和1面2線的島式月台，共有2面3線的月台。位於月台之間設有跨線橋連接。跨線橋同時為東西閘外行人通道。在東出口周邊為住宅區。車站大樓位於西出口。
此站是由秋田站管理的無人車站。車站大樓內只有候車室、簡易型自動售票機、電子屏幕（沒有發車標）。
在舊車站大樓內曾經設有廁所，現時的車站大樓沒有興建廁所。

### 月台
| 月台 | 路線      | 上下行     | 方向               |
| ---- | --------- | ---------- | ------------------ |
| 1    | ■羽越本線 | 下行       | 秋田方向           |
| 2    | ■羽越本線 | （待避線） | （待避線）         |
| 3    | ■羽越本線 | 上行       | 羽後本莊、酒田方向 |

## 車站周邊

### 西出口
- 國道7號
- 秋田縣道240號川添下濱停車場線（日语：秋田県道240号川添下浜停車場線） - 為國道7號重複區間。
- 秋田市下濱站前單車停泊處
- 秋田市下濱地區社區中心
- 秋田市立下濱中學
- 秋田市立下濱小學
  - 秋田市下濱兒童室
- 下濱郵局（日语：下浜郵便局）
- 下濱海灘（日语：下浜海水浴場）

### 東出口
於東出口主要為住宅區。
- 下濱工業團地（陽光台團地）

## 巴士路線
西出口（下濱站前巴士站）
- 秋田市My Town·巴士西部線（日语：秋田中央交通#秋田中央トランスポート移管路線）下濱線
- 羽後交通 急行 本莊·秋田線

曾經於站前設有羽後交通巴士路線作起起點和終點，但是在1980年代後期取消該線。

## 相鄰車站
東日本旅客鐵道
■羽越本線
□快速
通過
■普通
道川－下濱－桂根（※）－新屋
（※）部分列車不停桂根站。

## 注腳
1. ↑  “無人駅 羽越本線・下浜駅”. 秋田魁新報 (秋田魁新報社): p.3 (1975年9月16日 夕刊)
2. 1 2  “三丁目橋 下浜こ線橋 秋田市に2つの“橋”完成” 秋田魁新報 (秋田魁新報社): p12. (1990年3月30日 朝刊)
3. 1 2  . 東日本旅客鉄道.   [2020-03-13] （日语）.

## 外部連結
- 車站資訊（下濱）：東日本旅客鐵道（日語）